# Гейл Зое Гарнет
Гейл Зое Гарнет (на английски: Gale Zoë Garnett) е канадска певица, актриса, текстописка и писателка на произведения в жанра драма.

## Биография и творчество
Гейл Зое Гарнет е родена на 17 юли 1942 г. в Окланд, Нова Зеландия. Премества се със семейството си в Обединеното кралство, след това в Канада на 11-годишна възраст. Баща ѝ умира, когато е на 12 години. Изявява се като актриса от седемгодишна, пише и публикува творбите си в списания, антологии, сборници с есета и литературни алманаси още от ученическа възраст. На 14 години бяга в Ню Йорк, за да продължи да преследва актьорска кариера. Там Посещава Висшата школа по сценични изкуства и се появява в продукции на Бродуей и извън него.
В началото на 60-те години се мести в Лос Анджелис и участва в ТВ предавания и работи като озвучаващ артист. Тогава сменя името си от Галина на Гейл, а години по-късно добавя и Зое.
През 1963 г. започва да пее в нощен клуб в Ню Йорк, което води до договор с RCA и през 1964 г. запис на песента „We Sing to the Sunshine“ (Ние пеем под слънчевите лъчи). Собствената ѝ версия на фолк песента става хит с гладкото ѝ, пронизително алто, което подчертава блудния дух на песента. Издадена е в над 3 милиона копия. С тази песен и първия си албум „My Kind of Folk Songs“ печели награда „Грами“ през 1965 г. В периода 1964-1965 г. обикаля нощните клубове и университетските вериги в големите градове на САЩ.
През 1965 г. прави турне в Нова Зеландия и записва хит-сингъла „Lovin’ Place“. Прави поредица от солови албуми. През 1968 г. сформира групата „Gentle Reign“, възприема психеделичното звучене на песните и записва с групата два албума в „Кълъмбия Рекърдс“. Написала е около 125 песни, 75 от които са записани и/или изпълнени във филми, театрални постановки и телевизионни продукции.
През 70-те години тя се разочарова от музикалната индустрия и постепенно се връща към актьорската си професия. Прави успешна кариера в киното и телевизията в Канада и САЩ. Заедно със снимките започва да пише рецензии за книги и изкуства, както и есета, за вестници и списания в САЩ и Канада.
Първият ѝ роман „Visible Amazement“ (Видимо удивление) е издаден в Канада през 1999 г. Следват „Transient Dancing“ (Мимолетен танц) и „Свирепо обожание“.
Тя е член на ACTRA и ПЕН клуба на Канада. В периода 2007-2013 г. е председател на Комитета по международни въпроси на Съюза на писателите на Канада.
Благотворителната и обществената ѝ дейност е не по-малко разнообразна от творческата. Тя е активен участник в „Литература за цял живот“ – литературна организация от Торонто за млади самотни майки, които четат и пишат на своите деца. Организира и дарения на канадски книги за сираци от Уганда.
За дейността и постиженията си като певица е включена в Канадската зала на славата през 2015 г.
Гейл Зое Гарнет живее със семейството си в Торонто.

## Произведения

### Самостоятелни романи
- Visible Amazement (1999)
- Transient Dancing (2003)
- Savage Adoration (2009)
Свирепо обожание, изд. „Арка“ (2016), прев. Правда Митева

#### Новели
- Room Tone (2007)

### Дискография
- My Kind of Folk Songs (1964)
- Lovin' Place (1965)
- The Many Faces of Gale Garnett (1965)
- Variety Is the Spice of Gale Garnett (1965)
- Growing Pains, Growing Pleasures (1966)
- New Adventures (1966)
- Gale Garnett Sings About Flying and Rainbows and Love and Other Groovy Things (1967)
- An Audience with the King of Wands (1968) – с „The Gentle Reign“
- Sausalito Heliport (1969) – с „The Gentle Reign“

### Филмография

#### Филми
- Розовата пантера, The Pink Panther (1963) – глас
- Mad Monster Party (1967) – глас
- Journey (1972)
- Happy Mother's Day, Love George (1973)
- Tribute (1980)
- The Children (1980)
- Overnight (1985)
- Mr. & Mrs. Bridge (1990)
- Thirty Two Short Films About Glenn Gould (1993)
- Men with Guns (1997)
- My Big Fat Greek Wedding (2002)

#### Телевизия
- Hong Kong (1960)
- Hawaiian Eye (1960-1961)
- 77 Sunset Strip (1960-1962)
- The Real McCoys (1960-1963)
- Bonanza (1962)
- Tales of Wells Fargo (1962)
- The Dick Powell Show (1962)
- Have Gun – Will Travel (1963)
- The Red Skelton Show (1964)
- Suspense (1964)
- The Rat Patrol (1967)
- Paul Bernard, Psychiatrist (1971)
- Kojak (1975)
- King of Kensington (1978)
- The Littlest Hobo (1980)
- Hangin' In as Renee (1983)
- The Edison Twins (1985)
- The Park Is Mine (1986)
- Leona Helmsley: The Queen of Mean (1990)
- Friday the 13th: The Series (1990)
- E.N.G. (1992)
- Janek: The Silent Betrayal (1994)
- Kung Fu: The Legend Continues (1995)
- Wild Card as Oxsana Petrovich (2005)